# Суперкубок Європи 1984
Суперкубок УЄФА 1984 — 11-й розіграш, що пройшов в середу 16 січня 1985 року на стадіоні «Комунале» в Турині. У матчі зіграли переможець розіграшу Кубка володарів кубків УЄФА 1983/84 «Ювентус» і переможець Кубка європейських чемпіонів 1983/84 «Ліверпуль».
Суперкубок, як і в попередні роки, планували проводити з двох матчів (на полі кожної з команд). Але, через щільний графік англійського «Ліверпуля», вдалося провести лише одну гру. Завдяки двом голам поляка Збігнева Бонека, перемогу здобув туринський «Ювентус».
Загалом, це шоста перемога в історії турніру володарів Кубка національних кубків європейських країн. Переможці Кубка європейських чемпіонів перемагали чотири рази.

## Претенденти
Здобутки англійського «Ліверпуля»:
- Кубок європейських чемпіонів (4): 1977, 1978, 1981, 1984
- Кубок УЄФА (2): 1973, 1976
- Суперкубок Європи (1): 1977
- Чемпіонат Англії (15): 1901, 1906, 1922, 1923, 1947, 1964, 1966, 1973, 1976, 1977, 1979, 1980, 1982, 1983, 1984
- Кубок Англії (2): 1965, 1974
- Кубок Футбольної ліги (4): 1981, 1982, 1983, 1984
- Суперкубок Англії (9): 1964, 1965, 1966, 1974, 1976, 1977, 1979, 1980, 1982

Чемпіони світу 1966 року в складі національної збірної — Джеррі Берн, Іан Каллаган і Роджер Гант.
Найбільше матчів у Футбольній лізі провели: Іан Каллаган (640),  Біллі Лідделл (492), Емлін Г'юз (474), Рей Клеменс (470), Томмі Сміт (467), Ілайша Скотт (430), Кріс Лоулер (406), Роджер Гант (404), Філ Ніл (400), Дональд Мак-Кінлі (393).
Кращі бомбардири команди в першому дивізіоні: Гордон Ходжсон (233), Роджер Гант (168), Гаррі Чамберс (135), Дік Форшоу (116), Джек Паркінсон (104), Кенні Далгліш (103), Сем Рейбоулд (100), Біллі Лідделл (97), Джек Балмер (94), Іан Сент-Джон (77),  (77).
Кращі бомбардири у Футбольній лізі: Роджер Гант (245), Гордон Ходжсон (233), Біллі Лідделл (215), Гаррі Чамберс (135), Джек Паркінсон (123), Кенні Далгліш (103).  
Здобутки італійського «Ювентуса»:
- Кубок володарів кубків (1): 1984
- Кубок УЄФА (1): 1977
- Чемпіонат Італії (21): 1905, 1926, 1931, 1932, 1933, 1934, 1935, 1950, 1952, 1958, 1960, 1961, 1967, 1972, 1973, 1975, 1977, 1978, 1981, 1982, 1984
- Кубок Італії (7): 1938, 1942, 1959, 1960, 1965, 1979, 1983

Чемпіони світу в складі національної збірної: Джанп'єро Комбі, Умберто Калігаріс, Вірджиніо Розетта, Луїджі Бертоліні, Джованні Феррарі, Луїс Монті, Маріо Варльєн, Феліче Борель, Раймундо Орсі, Альфредо Фоні, П'єтро Рава, Діно Дзофф, Антоніо Кабріні, Клаудіо Джентіле, Гаетано Ширеа, Марко Тарделлі, Паоло Россі. 
Чемпіони Європи: Джанкарло Берчелліно, Ернесто Кастано, Сандро Сальвадоре і П'єтро Анастазі.
Найбільше лігових матчів провели: Джамп'єро Боніперті (444), Джузеппе Фуріно (361), Сандро Сальвадоре (331), Роберто Беттега (326), Діно Дзофф (330), Франко Каузіо (304).
Кращі бомбардири команди в Серії «А»: Джамп'єро Боніперті (178), Омар Сіворі (135), Роберто Беттега (129), Йон Хансен (124), Феліче Борель (121), Джон Чарльз (93), Гульєльмо Габетто (86), П'єтро Анастазі (79), Раймундо Орсі (76), Ермес Муччінеллі (69).

## Турнірний шлях
Кубок європейських чемпіонів 1983—1984:
| №                                                | Раунд | Команда 1   | Рахунок      | Команда 2   | Автори голів                             |
| ------------------------------------------------ | ----- | ----------- | ------------ | ----------- | ---------------------------------------- |
| 1                                                | 1/16  | «Оденсе»    | 0:1          | «Ліверпуль» | Далгліш                                  |
| 2                                                | 1/16  | «Ліверпуль» | 5:0          | «Оденсе»    | Робінсон (2), Далгліш (2), Клаусен (а/г) |
| 3                                                | 1/8   | «Ліверпуль» | 0:0          | «Атлетік»   |                                          |
| 4                                                | 1/8   | «Атлетік»   | 0:1          | «Ліверпуль» | Раш                                      |
| 5                                                | 1/4   | «Ліверпуль» | 1:0          | «Бенфіка»   | Раш                                      |
| 6                                                | 1/4   | «Бенфіка»   | 1:4          | «Ліверпуль» | Нене — Велан (2), Джонстон, Раш          |
| 7                                                | 1/2   | «Ліверпуль» | 1:0          | «Динамо»    | Семмі Лі                                 |
| 8                                                | 1/2   | «Динамо»    | 1:2          | «Ліверпуль» | Орац — Раш (2)                           |
| 9                                                | Фінал | «Ліверпуль» | 1:1 (п. 4:2) | «Рома»      | Ніл — Пруццо                             |
| Усього: 7 перемог, 2 нічиї, різниця м'ячів 16:3. |       |             |              |             |                                          |

Кубок володарів кубків 1983—1984:
| №                                                | Раунд | Команда 1       | Рахунок | Команда 2       | Автори голів                                     |
| ------------------------------------------------ | ----- | --------------- | ------- | --------------- | ------------------------------------------------ |
| 1                                                | 1/16  | «Ювентус»       | 7:0     | «Лехія»         | Пенцо (4), Платіні (2), Россі                    |
| 2                                                | 1/16  | «Лехія»         | 2:3     | «Ювентус»       | Ковальчук, Крущинський — Віньйола, Тавола, Бонек |
| 3                                                | 1/8   | ПСЖ             | 2:2     | «Ювентус»       | Курьйоль, Н'Гом — Бонек, Кабріні                 |
| 4                                                | 1/8   | «Ювентус»       | 0:0     | ПСЖ             |                                                  |
| 5                                                | 1/4   | «Хака»          | 0:1     | «Ювентус»       | Віньйола                                         |
| 6                                                | 1/4   | «Ювентус»       | 1:0     | «Хака»          | Тарделлі                                         |
| 7                                                | 1/2   | «Манчестер Юн.» | 1:1     | «Ювентус»       | Девіс — Россі                                    |
| 8                                                | 1/2   | «Ювентус»       | 2:1     | «Манчестер Юн.» | Бонек, Россі — Вайтсайд                          |
| 9                                                | Фінал | «Ювентус»       | 2:1     | «Порту»         | Віньйола, Бонек — Соуза                          |
| Усього: 6 перемог, 3 нічиї, різниця м'ячів 19:7. |       |                 |         |                 |                                                  |

## Деталі матчу
| 16 січня 1985 20:30 (CET) |

| «Ювентус»      | 2–0  | «Ліверпуль» |
| -------------- | ---- | ----------- |
| Бонек 39', 79' | звіт |             |

| «Коммунале» (Турин) Глядачів: 55,384 Арбітр: Дітер Паулі (НДР) |

| «Ювентус» | «Ліверпуль» |

|                     |    |                    |  |
|                     |    |                    |  |
| GK                  | 1  | Лучано Бодіні      |  |
| DF                  | 2  | Лучано Фаверо      |  |
| DF                  | 3  | Антоніо Кабріні    |  |
| MF                  | 4  | Массімо Боніні     |  |
| DF                  | 5  | Сержіо Бріо        |  |
| DF                  | 6  | Гаетано Ширеа      |  |
| FW                  | 7  | Массімо Бріаскі    |  |
| MF                  | 8  | Марко Тарделлі     |  |
| FW                  | 9  | Паоло Россі        |  |
| MF                  | 10 | Мішель Платіні     |  |
| MF                  | 11 | Збігнев Бонек      |  |
| Запасні:            |    |                    |  |
| GK                  | 12 | Стефано Такконі    |  |
| DF                  | 13 | Нікола Карікола    |  |
| MF                  | 14 | Чезаре Пранделлі   |  |
| MF                  | 15 | Бруно Лімідо       |  |
| MF                  | 16 | Беньяміно Віньйола |  |
| Тренер:             |    |                    |  |
| Джованні Трапаттоні |    |                    |  |

|           |    |                  |    |     |
|           |    |                  |    |     |
| GK        | 1  | Брюс Гроббелар   |    |     |
| RB        | 2  | Філ Ніл          |    |     |
| LB        | 3  | Алан Кеннеді     |    |     |
| CB        | 4  | Марк Лоуренсон   |    | 46' |
| RM        | 5  | Стів Нікол       |    |     |
| CB        | 6  | Алан Гансен      | ЖК |     |
| CF        | 7  | Пол Волш         |    |     |
| LM        | 8  | Ронні Велан      |    |     |
| CF        | 9  | Іан Раш          |    |     |
| CM        | 10 | Кевін Макдональд |    |     |
| CM        | 11 | Джон Ворк        |    |     |
| Запасні:  |    |                  |    |     |
| DF        | 12 | Джим Беглін      |    |     |
| GK        | 13 | Боб Болдер       |    |     |
| DF        | 14 | Гері Гіллеспі    |    | 46' |
| MF        | 15 | Семмі Лі         |    |     |
| MF        | 16 | Ян Мельбю        |    |     |
| Тренер:   |    |                  |    |     |
| Джо Феган |    |                  |    |     |